# Impatiens polyneura
Impatiens polyneura là một loài thực vật có hoa trong họ Bóng nước. Loài này được K.M. Liu mô tả khoa học đầu tiên năm 1999.